# Hetaerina brightwelli
Hetaerina brightwelli – gatunek ważki z rodziny świteziankowatych (Calopterygidae). Występuje na terenie Ameryki Południowej.